# The Intruder (1962)

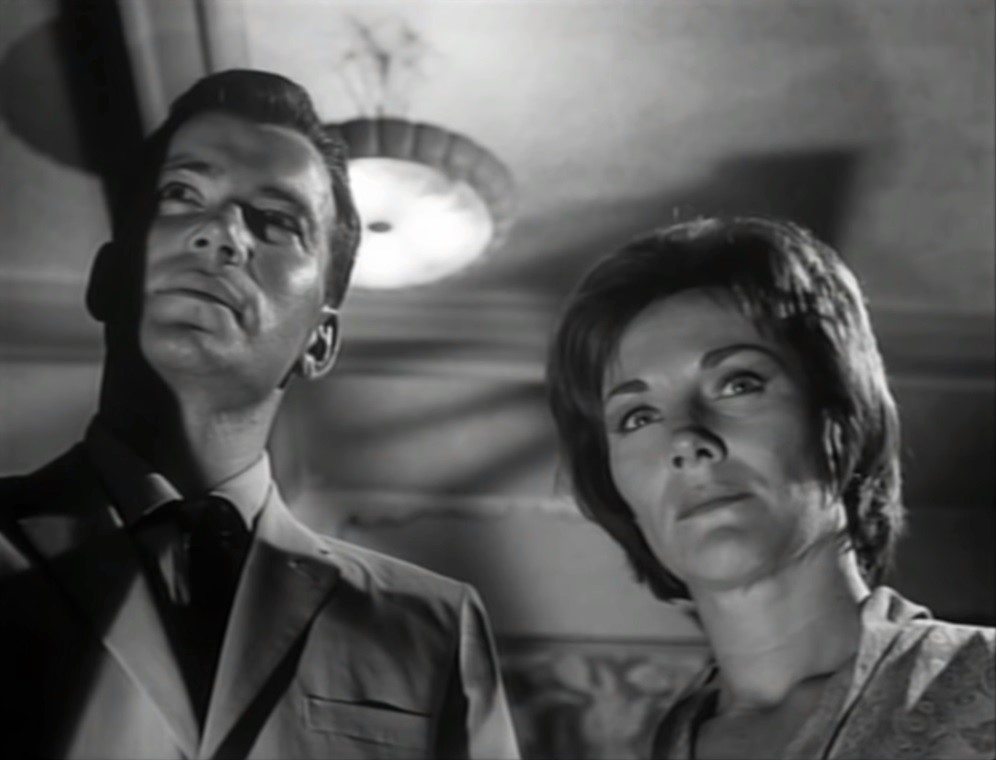
William Shatner en Jeanne Cooper in The Intruder

The Intruder is een Amerikaanse dramafilm uit 1962 onder regie van Roger Corman. Destijds werd de film uitgebracht onder de titel De indringer.

## Verhaal
Adam Cramer behoort tot een blank genootschap. Wanneer het Congres beslist dat blanke en zwarte scholen moeten worden geïntegreerd, gaat hij naar een stadje in het zuiden van de VS. Daar wil hij de blanke bevolking opjutten.

## Rolverdeling
| Acteur                 | Personage       |
| ---------------------- | --------------- |
| William Shatner        | Adam Cramer     |
| Frank Maxwell          | Tom McDaniel    |
| Beverly Lunsford       | Ella McDaniel   |
| Robert Emhardt         | Verne Shipman   |
| Leo Gordon             | Sam Griffin     |
| Charles Barnes         | Joey Greene     |
| Charles Beaumont       | Mijnheer Paton  |
| Katherine Smith        | Ruth McDaniel   |
| George Clayton Johnson | Phil West       |
| William F. Nolan       | Bart Carey      |
| Phoebe Rowe            | Mevrouw Lambert |
| Bo Dodd                | Sheriff         |
| Walter Kurtz           | Opa             |
| Oceo Ritch             | Jack Allardyce  |
| Jeanne Cooper          | Vi Griffin      |